# Etain Madden
Pour les articles homonymes, voir Madden.
Etain Madden (8 janvier 1939 - 1982) était une féministe et activiste politique irlandaise.

## Biographie
Etain Madden est née à Dublin le 8 janvier 1939. Elle est la fille unique de Claire Madden. Elle étudie la philosophie au King's College de Londres et devient alors active dans des groupes féministes et politiques. Elle est secrétaire du Parti communiste britannique de Fulham, et est aussi active dans organisations nationalistes irlandaises et contre la guerre au Vietnam. Au début des années 1970, elle travaille avec Pat Arrowsmith et le Stop the War Committee. Elle prend part à de nombreuses manifestations. À la marche de Londres en protestation contre le Bloody Sunday de 1972, elle porte un grand drapeau tricolore irlandais. Elle devient gestionnaire du service d'aide au Logement du borough londonien de Hammersmith et Fulham.
Le 18 octobre 1968, elle épouse le docteur Fritz Arnholz, un médecin Juif autrichien qui a fui le régime nazi en 1939. Arnholz est né le 12 octobre 1897 au sein d'une riche famille de marchands, et est devenu médecin à Berlin en 1924. Après la Seconde Guerre mondiale, Arnholz travaille dans un cabinet médical à Fulham, qu'il dirige jusqu'à sa mort. Il est également un pianiste accompli. Quelques mois avant leur mariage, Arnholz a été diagnostiqué d'un cancer en phase terminale. Il meurt le 31 décembre 1968,,.
Madden a été diagnostiquée de la sclérose en plaques en avril 1979. Elle meurt en 1982.
Arnholz était collectionneur d'estampes et de gravures ; il a rassemblé une importante collection. Après la mort d'Etain Madden, sa mère a fait don de la collection d'estampes, la collection Arnholtz-Madden, à l'institution qui est devenu le musée irlandais d'art moderne en 1989. La collection a été conçue par des amis proches de Madden, Janet et John Banville.